# Прусс, Леонид Васильевич
Леонид Васильевич Прусс (1925—2008) — советский хозяйственный деятель, директор Калужского турбинного завода (1967—1976).

## Биография
Родился 22 ноября 1925 года в селе Берёзовка Балтского района Одесской области в семье сельских учителей, позже окончивших Одесский институт народного хозяйства и работавших экономистами.
Среднюю школу окончил в Магадане в 1943 году (школа № 1). С 1943 по 1946 год служил в Армии (Дальневосточный фронт), окончил офицерские курсы, инженер-майор.
После демобилизации (15.06.1946) окончил с отличием Одесский политехнический институт по специальности инженер-механик-конструктор (1951).
В 1951—1960 гг. на Государственном союзном заводе в г. Молотовск (Северодвинск): мастер, инженер, начальник цеха, начальник техбюро. С 1960 по 1962 г. главный технолог по машиностроению Херсонского совнархоза. В 1962—1967 гг. зам. директора по производству, главный инженер Южного турбинного завода (г. Николаев).
С 1967 по 1976 год директор Калужского турбинного завода, который в период его руководства перешёл от маломощных турбин к проектированию и изготовлению турбин для атомных подлодок и кораблей.
С 1976 г. начальник управления энергетического машиностроения, с 1979 г. заместитель министра судостроительной промышленности СССР.
С февраля 1990 года на пенсии.
Умер в Москве 4 февраля 2008 года. Похоронен в Калуге на Трифоновском кладбище.
Кандидат технических наук.
Лауреат Ленинской премии в области науки и техники (1984). Заслуженный машиностроитель РСФСР (1989). Награждён орденами Ленина, Октябрьской революции, Трудового Красного Знамени (дважды), Отечественной войны II степени, медалями «За победу над Германией в Великой Отечественной войне 1941—1945 гг.», «За победу над Японией».